# George Vickers

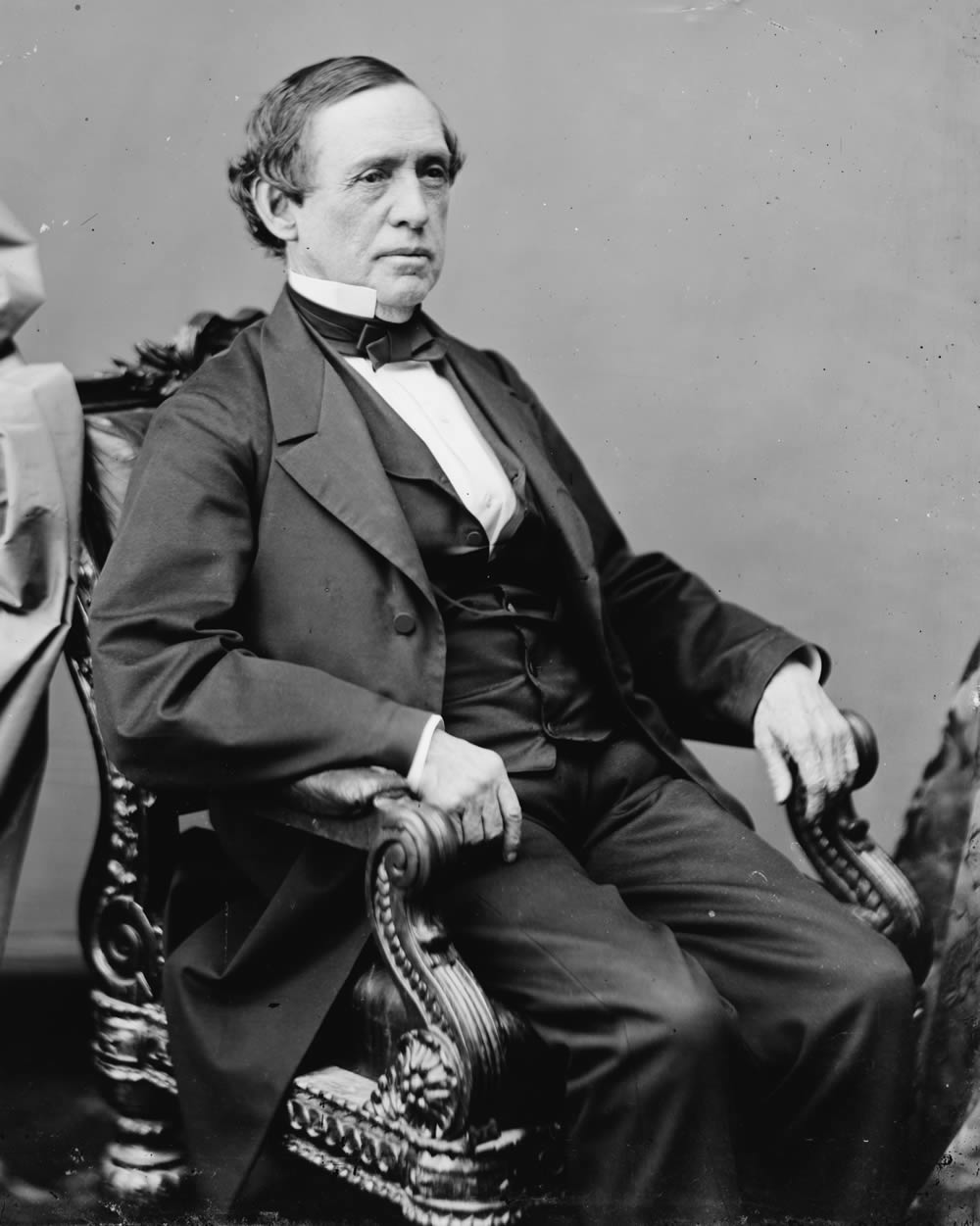
George Vickers

George Vickers (* 19. November 1801 in Chestertown, Kent County, Maryland; † 8. Oktober 1879 ebenda) war ein US-amerikanischer Politiker der Demokratischen Partei, der den Bundesstaat Maryland im US-Senat vertrat.
Nach seiner Schulausbildung war Vickers zunächst für einige Jahre Angestellter des County Clerk im Kent County. Später studierte er die Rechte, wurde 1832 in die Anwaltskammer aufgenommen und begann in seiner Heimatstadt als Jurist zu arbeiten. Während des Amerikanischen Bürgerkriegs bekleidete er den Rang eines Generalmajors in der Staatsmiliz von Maryland.
1864 vertrat Vickers die Demokratische Partei im Electoral College, das Abraham Lincoln erneut zum US-Präsidenten wählte. Zwei Jahre darauf war er Vizepräsident der National Union Convention in Philadelphia. Deren Ziel war es, die Folgen des Bürgerkriegs zu überwinden und die beiden verfeindeten Landesteile einander wieder anzunähern; dies gelang jedoch nicht.
Zwischen 1866 und 1867 gehörte George Vickers dem Senat von Maryland an. Im Jahr 1868 wurde er zum US-Senator gewählt, wobei er die Nachfolge von Philip F. Thomas antrat. Diesem war vom Senat die Wahrnehmung seines Mandats verweigert worden. Vickers verblieb vom 7. März 1868 bis zum 3. März 1873 im Kongress; im Anschluss arbeitete er wieder als Anwalt in Chestertown, wo er 1879 starb.